# Standardy techniczne dotyczące geodezji w Polsce
Standardy techniczne w geodezji – standardy techniczne wykonywania geodezyjnych pomiarów sytuacyjnych i wysokościowych oraz opracowywania i przekazywania wyników geodezyjnych pomiarów sytuacyjnych i wysokościowych do państwowego zasobu geodezyjnego i kartograficznego określone przepisami prawa.
Standardy techniczne w geodezji dotyczą:
- wykonywania geodezyjnych pomiarów sytuacyjnych i wysokościowych,
- opracowywania i przekazywania wyników geodezyjnych pomiarów sytuacyjnych i wysokościowych do państwowego zasobu geodezyjnego i kartograficznego na potrzeby: ewidencji gruntów i budynków, geodezyjnej ewidencji sieci uzbrojenia terenu, podziałów nieruchomości, typowych postępowań sądowych i administracyjnych, zagospodarowania przestrzennego, budownictwa, w tym geodezyjnej obsługi inwestycji budowlanych.

## Instrukcje i wytyczne techniczne do instrukcji
W latach 1979–2012 standardy określane były poprzez instrukcje i wytyczne techniczne obowiązujące w latach 1979–1999 na podstawie zarządzeń Głównego Urzędu Geodezji i Kartografii (GUGiK); oraz obowiązujące w latach 1999–2012 na podstawie rozporządzenia Ministra Spraw Wewnętrznych i Administracji z 24 marca 1999 r.; uchylone 8 czerwca 2012 r. w związku z wejściem w życie zapisów ustawy z 4 marca 2010 r. o infrastrukturze informacji przestrzennej.
Podział ówczesnych instrukcji na typy regulowała instrukcja techniczna O-1.

### Instrukcje
- O-1 Ogólne zasady wykonywania prac geodezyjnych (z 1979 r., ze zmianą z 1983 r.). czwarte 1988
- O-2 Ogólne zasady opracowania map dla celów gospodarczych (z 1979 r., ze zmianą z 1983 r.). trzecie 1987
- O-3 Zasady kompletowania dokumentacji geodezyjnej i kartograficznej (z 1992 r.). drugie 1992
- O-4 Zasady prowadzenia państwowego zasobu geodezyjnego i kartograficznego (z 1987 r.). drugie 1987
- G-1 Pozioma osnowa geodezyjna (z 1979 r., ze zmianą z 1983 r.). czwarte 1986
- G-2 Wysokościowa osnowa geodezyjna (z 1980 r., ze zmianą z 1983 r.). czwarte 1988
- G-3 Geodezyjna obsługa inwestycji (z 1980 r.). piąte 1988
- G-4 Pomiary sytuacyjne i wysokościowe (z 1979 r., ze zmianą z 1983 r.). trzecie 1988
- G-7 Geodezyjna ewidencja sieci uzbrojenia terenu (z 1998 r.). pierwsze 1998
- K-1 Mapa zasadnicza (z 1979 r., ze zmianą z 1984 r.). trzecie 1987
- K-1 Podstawowa mapa kraju (z 1995 r.). 1995
- K-1 Mapa zasadnicza (z 1998 r.). 1998
- K-2 Mapy topograficzne do celów gospodarczych (z 1979 r.). drugie 1980
- K-3 Mapy tematyczne (z 1980 r.). drugie 1984

Przepisy instrukcji K-1 z 1979 oraz instrukcji K-1 Podstawowa mapa kraju obowiązywały tylko przy aktualizacji istniejącej mapy zasadniczej, wykonanej według tych przepisów, do czasu jej modernizacji i przekształcenia do postaci numerycznej.
Instrukcje techniczne wydane drukiem, przygotowane jako załączniki do projektu rozporządzenia Ministra Rozwoju Regionalnego i Budownictwa zmieniającego rozporządzenie w sprawie standardów technicznych dotyczących geodezji, kartografii i krajowego systemu informacji o terenie:
- O-1 / O-2 Ogólne zasady wykonywania prac geodezyjnych i kartograficznych. Wydanie piąte zmienione 2001.
- G-2 Szczegółowa pozioma i wysokościowa osnowa geodezyjna i przeliczenia współrzędnych między układami.

### Wytyczne
- G-1.1 Pomiary astronomiczne i opracowanie ich wyników. pierwsze 1980 – niestosowane (archiwalne)
- G-1.2 Pomiary grawimetryczne i opracowanie ich wyników pierwsze 1984
- G-1.3 Pomiary pola magnetycznego Ziemi i opracowanie ich wyników. pierwsze 1982
- G-1.4 Budowle triangulacyjne. 1973
- G-1.5 Szczegółowa osnowa pozioma. Projektowanie, pomiar i opracowanie wyników. drugie 1990
- G-1.6 Przeglądy i konserwacje punktów geodezyjnych, grawimetrycznych i magnetycznych. pierwsze 1986
- G-1.7 Centralne banki osnów geodezyjnych, grawimetrycznych i magnetycznych. pierwsze 1985 – nie stosowane (nieaktualne)
- G-1.8 Aerotriangulacja analityczna. pierwsze 1984
- G-1.9 Katalog znaków geodezyjnych oraz zasady stabilizacji punktów. pierwsze 1984
- G-1.10 Formuły odwzorowawcze i parametry układów współrzędnych. drugie zm. 2001
- G-1.11 Podstawowa osnowa wysokościowa. Projektowanie, pomiar i opracowanie wyników. pierwsze, 2002
- G-1.12 Pomiary satelitarne oparte na systemie precyzyjnego pozycjonowania ASG-EUPOS (projekt z dnia 1.03.2008)
- G-2.1 Podstawowa osnowa wysokościowa. Projektowanie, pomiar i opracowanie wyników. pierwsze 1983
- G-2.2 Szczegółowa osnowa wysokościowa. Projektowanie. pomiar i opracowanie wyników. pierwsze 1983
- G-2.5 Szczegółowa pozioma i wysokościowa osnowa geodezyjna. Projektowanie, pomiar i opracowanie wyników. pierwsze 2002
- G-3.1 Osnowy realizacyjne. drugie 1987 (archiwalna) – wytyczne te znowelizowane zostały wytycznymi G-3.1 : 2007
- G-3.2 Pomiary realizacyjne. drugie 1987 (archiwalna) – wytyczne te znowelizowane zostały wytycznymi G-3.1 : 2007
- G-3.4 Inwentaryzacja zespołów urbanistycznych, zespołów zieleni i obiektów architektury. pierwsze 1981
- G-4.1 Sieci modularne. pierwsze 1986 (archiwalna) – wytyczne te znowelizowane zostały wytycznymi G-4.1 : 2007
- G-4.2 Uczytelnianie fotogrametrycznych zdjęć lotniczych i pomiary uzupełniające dla mapy zasadniczej. pierwsze 1982
- G-4.3 Bezpośrednie pomiary wysokościowe. pierwsze 1981 (archiwalna) – wytyczne te znowelizowane zostały wytycznymi G-4.1 : 2007
- G-4.4 Prace geodezyjne związane z podziemnym uzbrojeniem terenu. trzecie 1987
- G-4.5 projekt
- G-5.4 Opracowanie dokumentacji wyjściowej do odnowienia ewidencji gruntów z zastosowaniem technologii fotogrametrycznych. pierwsze 1992
- Standard wymiany informacji geodezyjnej – SWING. 1995
- K-1.1 Metryka mapy zasadniczej. 1980
- K-1.1 Podział treści podstawowej mapy kraju. 1996 – zdublowany symbol K-1.1, powinno być K-1.10
- K-1.2 Mapa zasadnicza. Aktualizacja i modernizacja. drugie 1987
- K-1.3 Mapa zasadnicza. Opracowanie pierworysu z pomiarów bezpośrednich. pierwsze 1981
- K-1.4 Mapa zasadnicza. Opracowanie pierworysu rzeźby terenu z istniejących materiałów kartograficznych. drugie 1987
- K-1.5 Mapa zasadnicza. Opracowanie pierworysu autogrametrycznego sytuacji i rzeźby terenu. drugie 1990
- K-1.6 Mapa zasadnicza. Opracowanie pierworysu na podkładzie fotomapy lub ortofotomapy. pierwsze 1982
- K-1.7 Mapa zasadnicza w wersji rozwarstwionej. Metody sporządzania i zasady reprodukcji. drugie 1987
- K-1.9 Sporządzanie pierworysu mapy. Materiały kartograficzne, sprzęt kreślarski, tusze, technika rysowania. drugie 1987
- K-1.10 Podział treści podstawowej mapy kraju. 1996 – opatrzono omyłkowo symbolem K-1.1
- K-1/K-3.10 Reprodukcja kartograficzna małonakładowa. Metody i technologie. pierwsze 1981
- K-2.1 Mapy topograficzne. Opracowanie pierworysów i aktualizacja map w skalach 1:5000 i 1:10 000. pierwsze 1985
- K-2.2 Mapy topograficzne. Opracowanie czystorysów map w skalach 1:5000 i 1:10 000. pierwsze 1985
- Zasady redakcji mapy topograficznej w skali 1:10 000. Wzory znaków. 1999
- Zasady redakcji mapy topograficznej w skali 1:50 000. Katalog znaków. 1998
- K-2.3 Sporządzanie map fotograficznych. pierwsze 1983
- K-2.4 Metryka mapy topograficznej (1:5000, 1:10 000). 1980
- K-2.5 Metryka mapy topograficznej (1:25 000, 1:50 000). 1980
- K-2.6 Metryka mapy topograficznej (1:100 000, 1:200 000, 1:500 000). 1980
- K-2.7 Zasady wykonywania prac fotolotniczych. 1999
- K-2.8 Zasady wykonywania ortofotomap w skali 1:10 000. 2000
- K-2.9 Metryka mapy topograficznej w skali 1:10 000. pierwsze 1996
- K-2.10 Metryka mapy topograficznej w skali 1:50 000. pierwsze 1994
- K-3.1 Mapy społeczno-gospodarcze w skalach 1:5000, 1:10 000 i 1:25 000 (12 części). pierwsze 1982
- K-3.2 Sporządzanie map inżynieryjno-gospodarczych zakładów przemysłowych metodą stereofotogrametryczną. pierwsze 1981
- K-3.3 Mapa przeglądowa uzbrojenia terenu. trzecie 1987
- K-3.4 System Informacji o Terenie. Mapa Hydrograficzna Polski skala 1:50 000, w formie analogowej i numerycznej. 1997
- K-3.6 System Informacji o Terenie. Mapa Sozologiczna Polski skala 1:50 000, w formie analogowej i numerycznej. 1997

### Inne zalecane instrukcje i wytyczne
- G-5 Ewidencja gruntów i budynków[4]
- G-3.1 : 2007 Pomiary i opracowania realizacyjne. pierwsze 2007[5]
- G-4.1 : 2007 Pomiary sytuacyjne i wysokościowe metodami bezpośrednimi. pierwsze 2007[5]
- K-1.8 : 2007 Prowadzenie i aktualizacja mapy zasadniczej na terenach objętych wpływami eksploatacji górniczej. pierwsze 2007[6]